# Manel Estiarte
Manel Estiarte Duocastella (Manresa, Barcelona, 26 de octubre de 1961) es un exjugador español de waterpolo. Desde 2008 forma parte del cuerpo técnico de Pep Guardiola.
Fue internacional absoluto y capitán de la selección española durante 23 años (1977-2000), totalizando 580 internacionalidades. Con ella se proclamó entre otros títulos, campeón olímpico en 1996 y mundial en 1998.

## Trayectoria
Considerado por la crítica especializada como el mejor waterpolista español de la historia, fue elegido en siete ocasiones "Mejor Jugador del Mundo de Waterpolo" (1986, 1987, 1988, 1989, 1990, 1991 y 1992).

### Selección nacional
Ha sido capitán de la Selección nacional de waterpolo durante 20 años, proclamándose entre otros títulos, campeón olímpico en 1996 y mundial en 1998. Fue internacional en 580 partidos y consiguió 1561 goles, de los cuales 127 fueron en las olimpiadas.
Su primera aparición en la Selección española se produce en 1977, en los "Campeonatos de Europa de Jönköping". Con 19 años debuta en los Juegos Olímpicos de Moscú 1980, donde alcanza el título de máximo goleador, que repetiría en los Juegos Olímpicos de Los Ángeles 1984 y en los Juegos Olímpicos de Seúl 1988 (21, 34 y 26 goles respectivamente).
Participó en seis Juegos Olímpicos (los mismos que Luis Álvarez de Cervera y Teresa Portela y dos menos que el atleta Jesús Ángel García Bragado) : Moscú 1980, Los Ángeles 1984, Seúl 1988, Barcelona 1992, Atlanta 1996 y Sídney 2000. En los Juegos Olímpicos de Sídney 2000, fue el abanderado español durante la ceremonia de inauguración olímpica. Tras estos Juegos, anuncia su retirada de la práctica del waterpolo.

### Cargos deportivos

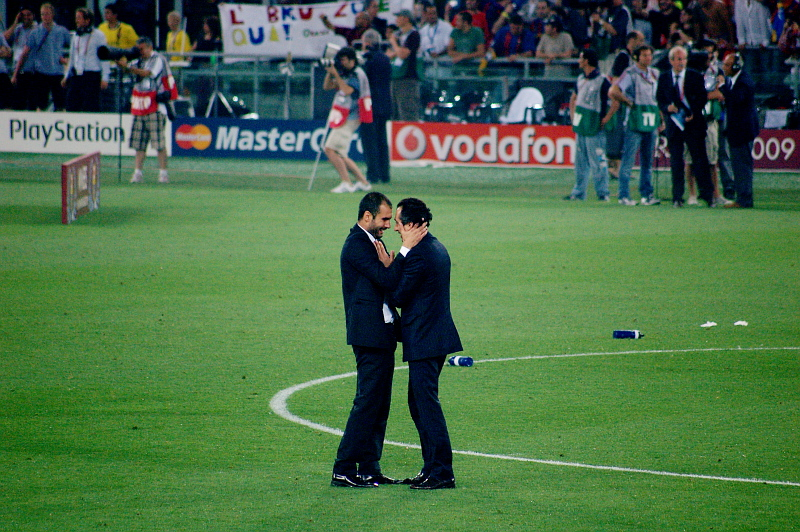
Estiarte junto a Pep Guardiola tras la victoria del FC Barcelona en la Final de la Liga de Campeones 2008/09.

Desde 2000 y 2006 fue miembro del Comité Olímpico Internacional. En el 2000 fue elegido miembro en la Comisión de Deportistas Activos 2000, mediante unas elecciones en las que los propios deportistas en la Villa Olímpica de Sídney elegían a su representante.
Entre julio de 2008 y junio de 2012, formó parte de la directiva del Fútbol Club Barcelona como encargado de relaciones externas. Actualmente forma parte del personal técnico de Pep Guardiola en el Manchester City F. C. con quien comparte una gran amistad.

### Vida personal
Su padre, Manel Estiarte Prat, fue presidente del Club Natació Manresa. Es hermano del también waterpolista Albert Estiarte y de la fallecida nadadora olímpica Rosa Estiarte. Está casado y tiene dos hijas. En 1999 publicó el libro autobiográfico Todos mis hermanos.

## Clubes
- Club Natació Manresa (1975 – 1979) ( España)
- Club Natación Caballa (1979) ( España)
- Club Natació Barcelona (1979 – 1985) ( España)
- Pallanuoto Pescara (1986 – 1989 / 1992 - 1999) ( Italia)
- Rari Nantes Savona ( 1989 – 1991) ( Italia)
- Club Natació Catalunya (1991 – 1992) ( España)
- Club Natació Atlètic-Barceloneta (1999 – 2000) ( España)

## Palmarés

### Selección nacional
Juegos Olímpicos:
- Oro (1): Atlanta 1996
- Plata (1): Barcelona 1992
- Cuarto puesto (3): Moscú 1980, Los Ángeles 1984, Sídney 2000

Campeonato Mundial:
- Oro (1): Perth 1998.
- Plata (2): Perth 1991, Roma 1994.

Copa Mundial:
- Bronce (3): Duisburgo 1985, Barcelona 1991, Sídney 1999.

Campeonato Europeo:
- Plata (1): Atenas 1991
- Bronce (1): Sheffield 1993.

### Clubes
- 2 Copas de Europa con el C.N. Barcelona y Pescara.
- 3 Recopas: una con el C.N. Barcelona y 2 con el Pescara.
- 9 Ligas: 5 de España con el C.N. Barcelona y 4 de Italia con el Pescara.
- 11 Copas: 5 de España con el C.N. Barcelona y 6 de Italia con el Pescara.
- 4 Supercopas de Europa: 2 con el C.N. Barcelona y 2 con el Pescara.

### Distinciones individuales
- Medalla de Oro de la Real Orden del Mérito Deportivo en 1993.
- Medalla Extraordinaria de Brillantes de la Real Federación Española de Natación en 1996.
- Distinción extraordinaria de la Real Federación Española de Natación en 1992.
- Insignia de oro del CN Manresa en 1982.
- Título de "Il Maradonna della pallanuoto" en el Pescara italiano en 1985.
- Marca Leyenda en 1998.

## Condecoraciones
Manuel Estiarte fue condecorado en 1996 con la Gran Cruz de la Real Orden del Mérito Deportivo, máxima distinción del deporte español. Además ha sido galardonado con el premio más prestigioso e internacional del deporte en España, el Premio Príncipe de Asturias de los Deportes en 2001.
| Condecoración                                        | Año  |
| ---------------------------------------------------- | ---- |
| Gran Cruz de la Real Orden del Mérito Deportivo      | 1996 |
| Distinción                                           | Año  |
| Medalla de Oro de la Real Orden del Mérito Deportivo | 1994 |
| Galardón                                             | Año  |
| Premio Príncipe de Asturias de los Deportes          | 2001 |

| Predecesor: Lance Armstrong Estados Unidos | 15º Premio Príncipe de Asturias de los Deportes 2001      | Sucesora: · Selección de fútbol de Brasil · Brasil |
| Predecesor: Luis Doreste Atlanta 1996      | Abanderado de España en los JJ. OO. de verano Sídney 2000 | Sucesor: Isabel Fernández Atenas 2004              |

## Filmografía
- Documental TV3 (18/07/2012), «Sense ficció: "Aigua, infern, cel"» en YouTube[9]
- Documental TVE (29/10/2012), «Legendarios - Manuel Estiarte» en RTVE.es[10]
- Documental Movistar+ (25/05/2016), «Informe Robinson - Manel Estiarte» en YouTube[11]
- 42 segundos, película protagonizada por Álvaro Cervantes y Jaime Lorente como Manel Estiarte y Pedro García Aguado respectivamente.